# Joaquín Ascaso
Joaquín Ascaso Budría (5 de junho de 1906 - 12 de março de 1977) foi um anarcossindicalista Aragonês e Presidente do Conselho Regional da Defesa de Aragão entre 1936 e 1937.
Ativista anarcossindicalista desde cedo, liderou o sindicato dos trabalhadores da construção civil da Confederação Nacional do Trabalho (CNT) em Saragoça durante a Segunda República Espanhola. Com a eclosão da Guerra Civil Espanhola, ele resistiu à revolta militar em Barcelona antes de retornar a Aragão para lutar na frente de batalha. Lá, participou da criação do Conselho Regional da Defesa e foi eleito seu presidente.
Enfrentando a repressão política do governo central, ele tentou obter reconhecimento formal e apoio, mas atraiu a ira do Partido Comunista de Espanha (PCE). Após as Jornadas de Maio, o Conselho Regional foi liquidado pelo governo e Ascaso foi preso sob a acusação de corrupção, mas nenhuma evidência disso foi encontrada. Ele regressou à frente de Aragão, mas após a Ofensiva de Aragão levar à captura da região pelos Nacionalistas, ele decidiu fugir para o exílio. Após anos em prisões francesas, ele emigrou para a Venezuela, onde passou o resto da sua vida.